# Pere Milla
Pere Milla Peña (ur. 23 września 1992 w Lleida) – hiszpański piłkarz występujący na pozycji napastnika w Elche CF.